# Need Your Loving Tonight
Need Your Loving Tonight è un singolo del gruppo musicale britannico Queen, pubblicato nel 1980 come quinto estratto dall'ottavo album in studio The Game.

## Descrizione
Scritta dal bassista John Deacon, la canzone è caratterizzata da un riff di chitarra hard rock ed allo stesso tempo dall'orecchiabilità tipica delle canzoni del bassista, che in questo brano suona anche la chitarra ritmica acustica. Il testo racconta del protagonista che è disposto a tutto pur di rivedere l'ex amante.
Il singolo raggiunse la 44ª posizione nella Billboard Hot 100.

### Rock It (Prime Jive)
Il lato B del singolo è Rock It (Prime Jive), brano scritto da Roger Taylor che strizza l'occhio alle nuove sonorità della new wave.
Il brano è stato suonato in Sud America nei concerti live del 1981.

## Esibizioni dal vivo
È stato suonato solo sporadicamente durante il The Game Tour nei primi anni '80.  Anche durante le esibizioni dal vivo della canzone, Brian May e Roger Taylor facevano le voci di accompagnamento e Freddie Mercury suonava il piano durante l'assolo di chitarra di Brian (entrambi assenti nella versione in studio).

## Tracce
Lato A
1. Need Your Loving Tonight – 2:47

Lato B
1. Rock It (Prime Jive) – 4:29

## Formazione
- Freddie Mercury – voce, cori
- Brian May – chitarra elettrica, cori
- John Deacon – basso, chitarra acustica
- Roger Taylor – batteria, cori